# Sanwan
Sanwan (chinois traditionnel : 三灣鄉 ; pinyin : Sānwān Xiāng) est une commune du comté de Miaoli située sur l'île de Taïwan, en Asie de l'Est.

## Géographie

### Situation
Sanwan est une commune rurale du nord du comté de Miaoli, sur l'île de Taïwan. Elle s'étend sur 52,296 4 km2, au nord-est de Miaoli, capitale du comté.

### Démographie
Au 1er janvier 2017, la commune de Sanwan comptait 6 884 habitants (132 hab./km2) dont 45,4 % de femmes.

### Hydrographie
le fleuve Zhonggang serpente dans la partie Nord de Sanwan, d'abord d'est en ouest, puis vers le nord. Ce cours d'eau, long de 54 km, traverse ensuite Toufen d'est en ouest, et le Sud de Zhunan, avant de se jeter dans le détroit de Taïwan.

## Économie
Sanwan est essentiellement une commune agricole produisant du riz, du thé, des poires et des tangerines. De nombreux hectares du territoire de Sanwan sont consacrés à l'agritourisme.